# 中性導體
三相电的星形接法将各相电源或负载的一端都接在一点上，这点叫做中性点（neutral point），英語中也稱作star point。從中性点引出的導體稱作中線，簡寫N。在中國大陸，中線也被稱作零線，表示該線的理論電壓為零。
三相电的三角形接法没有中性点，所以不能引出中性线。雖然單相電沒有中性點，但变压器二次侧接地的導體同樣被稱作中线。中线可接地，也可不接，接地较安全和常見。不接地或以高阻抗接地，供電可靠度較高。

## 中線電壓
根據歐姆定律，如果有電流流過，就會產生電壓。假設220V供電系統容許5%壓降，代表供電迴路損失11V，未端設備獲取209V。作為壓降的一部分，中線—地線是5.5V，相線—地線是214.5V。

## 共用中線
共用中線（Shared neutral, Common neutral）指多個電路共用一條中線。

### 單相三線制

左下：單相三線系統 (平衡負載)
右下：單相三線系統 (不平衡負載)

單相三線系統中，電力由分相式變壓器（split-phase）提供，共有兩條相線（反相）和一條共用中線。一般在北美地區使用，可同時提供120V及240V。採用單相三線制的好處是可以減少一條中線，而供電能力沒有受影響。

### 三相四線制
共用中線通常在三相四線制（星形接法）中使用，三條相線共用同一條中線。若是三相平衡，則中線電流會等於零。若第三諧波電流的总谐波失真（THDi）超過15%，中線的載流量需要加入校正因數。因為諧波電流不會互相抵消，而是會在中線疊加。

## 截面積

### 相同大小
在一般的三相系統，中線與相線面積相等。根據 IEC-60352-5-52 標準，在以下三個情況，中性導體的截面積不得小於相導體的截面積。
1. 單相二線系統，不論相導體的截面積大小
2. 在多相系統中，相導體的截面積等於或小於16mm2（銅）或25mm2（鋁）
3. 在三相系統中，中性導體用於承載三次諧波電流，總諧波失真介乎15%至33%

### 減少截面
由於L1、L2及L3相的電流會在中線互相抵消，因此在總諧波失真小於15%及三相平衡的電力系統中，中線的截面積可以減少一半，即是N/2。此時，中性導體必須具備過載保護。

### 雙中性導體
即使電力裝置符合 IEC 61000-3-2 標準，中線電流仍可達到相線電流的1.7倍。在數據中心，由於使用了大量非線性電力裝置，一般會採用雙中性導體（Double Neutral）。
部分生產商會提供專為數據中心而設的雙倍中線電流的四極斷路器和5/C電纜，也可使用4/C電纜加1/C電纜。

## PEN導體
在TN-C及TN-C-S系統中，接地線（PE）和中性線（N）是同一導體，因此稱作PEN線。由於中線同時用作接地保護，因此其截面積不得少於10mm2。

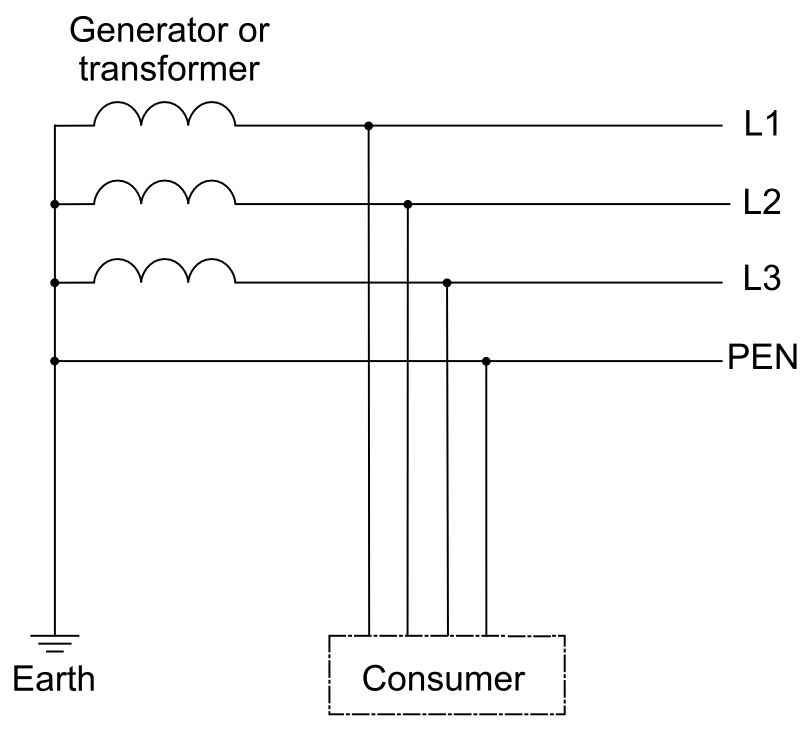
TN-C
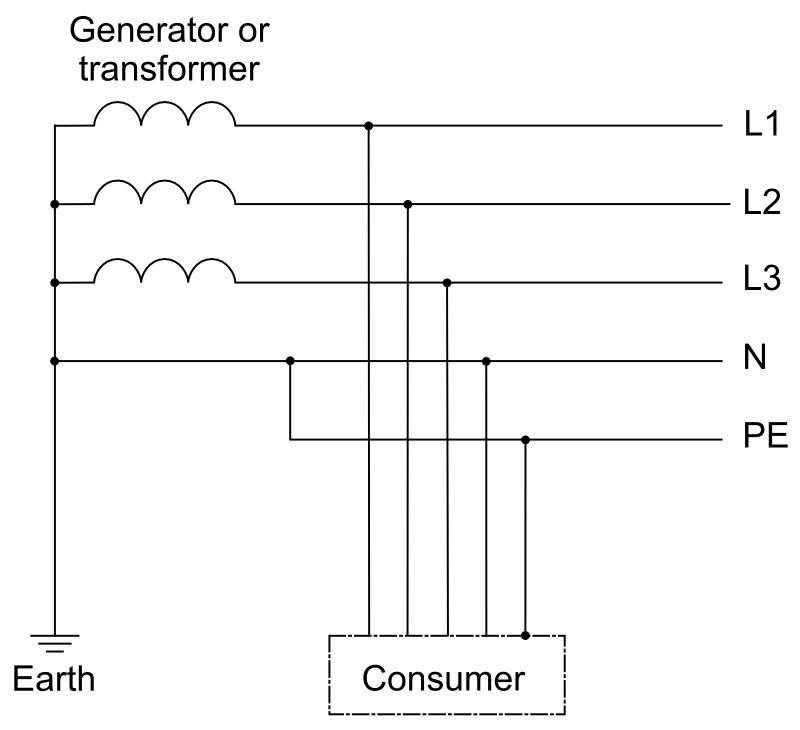
TN-C-S